# ژو جیانهوا
ژو جیانهوا (انگلیسی: Zhu Jianhua؛ زادهٔ ۲۹ مهٔ ۱۹۶۳) ورزشکار پرش ارتفاع اهل چین بود.
از افتخارات وی می‌توان به کسب مدال برنز در بازی‌های المپیک تابستانی ۱۹۸۴ و مسابقات جهانی دو و میدانی ۱۹۸۳ اشاره کرد.